# Three Rivers (distrito)

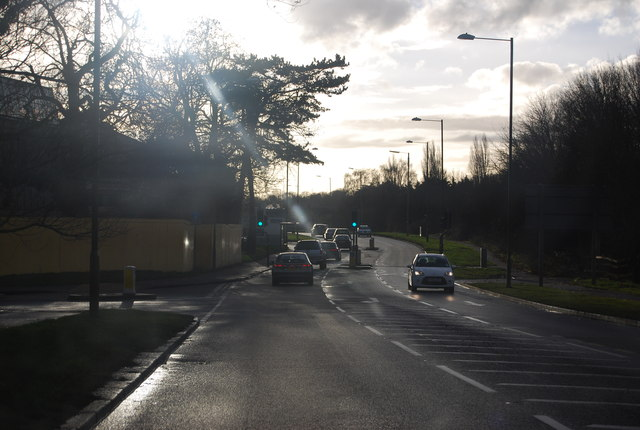
Rua Denham, no distrito Three Rivers.

Three Rivers (Três Rios) é um distrito do governo local de Hertfordshire, no leste da Inglaterra. Seu conselho é sediado em Rickmansworth. 
Foi criada em 1 de Abril de 1974 pela fusão do Distrito Urbano de Rickmansworth e Distrito Urbano de Chorleywood com parte do distrito rural de Watford. Os três rios do nome são o Chess, Gade e Colne.

## Política

### Conselho distrital
Three Rivers é um distrito não-metropolitanas que elege um terço dos seus vereadores, em vários tempos: três vezes a cada quatro anos, com o quarto para as eleições para Hertfordshire County Council).